# Henrik Löwdahl
Henrik Löwdahl, född 6 juni 1981 i Örebro, är en svensk före detta ishockeyspelare. Han var lagkapten mellan 2008 och 2016 i Örebro HK, där han spelade hela sin karriär.  Löwdahl, som även kallas "Mr. Örebro", innehar flest poäng i Örebro Hockeys historia med drygt 600 stycken fördelade över 3 decennier. Han är mycket populär hos hemmapubliken i Örebro för att han alltid varit klubben trogen. Detta trots att flera experter och spelare, t.ex. Conny Strömberg, påstår att han skulle kunna ha tagit nästa steg till en elitserie-klubb.
Den 14 mars 2016 avslutade Löwdahl sin spelarkarriär efter totalt 18 säsonger i Örebro.
Henrik är son till den före detta ishockeyspelaren Christer Löwdahl.

## Klubbar
- Örebro IK (1998/1999)
- HC Örebro 90 (1999/2000–2004/2005)
- Örebro HK (2005/2006–2015/2016)